# Żary Muzyków
Żary Muzyków — przystanek osobowy na linii kolejowej nr 370 zlokalizowany w Żarach przy ul. Henryka Wieniawskiego na Osiedlu Muzyków. Powstał w ramach „Rządowego programu budowy lub modernizacji przystanków kolejowych na lata 2021-2025”. Został otwarty w drugiej połowie grudnia 2024.  